# 手裏剣戦隊ニンニンジャーVSトッキュウジャー THE MOVIE 忍者・イン・ワンダーランド
- スーパー戦隊シリーズ
  - 手裏剣戦隊ニンニンジャー > 手裏剣戦隊ニンニンジャーVSトッキュウジャー THE MOVIE 忍者・イン・ワンダーランド
  - 烈車戦隊トッキュウジャー > 手裏剣戦隊ニンニンジャーVSトッキュウジャー THE MOVIE 忍者・イン・ワンダーランド

『手裏剣戦隊ニンニンジャーVSトッキュウジャー THE MOVIE 忍者・イン・ワンダーランド』（しゅりけんせんたいニンニンジャーたいトッキュウジャー ザ ムービー にんじゃ イン ワンダーランド）は2016年1月23日から東映系で公開された映画。特撮テレビドラマシリーズスーパー戦隊シリーズの『手裏剣戦隊ニンニンジャー』と『烈車戦隊トッキュウジャー』の劇場作品であり、スーパー戦隊VSシリーズの一つ。
キャッチコピーは「妖怪烈車、出発進行！行き先は、闇の終着駅!?」、「闇忍者ランドへ妖怪烈車でGO!!」、「さらば、天晴」。

## 概要
『手裏剣戦隊ニンニンジャー』と『烈車戦隊トッキュウジャー』のクロスオーバー作品であり、『劇場版 炎神戦隊ゴーオンジャーVSゲキレンジャー』から続くスーパー戦隊祭の第8弾。
ゲストとして闇博士マーブロ役に南海キャンディーズの山里亮太が出演。舞台挨拶では山里の相方の山崎静代が、本作品の応援団長として登壇している。本作品の完成披露試写会が、コンビ活動を再開した南海キャンディーズにとって久方ぶりとなるコンビそろっての公の場での出演となった。
また、同年2月スタートの『動物戦隊ジュウオウジャー』が放送に先駆けて登場する。
ストーリーは『トッキュウジャー』の「家に帰る」という物語と『ニンニンジャー』の「家族」というテーマを組み合わせ、「伊賀崎天晴が家に帰ってくる」までの物語としている。脚本は「ニンニンジャーが烈車に乗る」「トッキュウジャーが忍者になる」「トカッチと風花が結婚する」などスタッフの話し合いの中で挙がった要素から組み上げられた。例年のVSシリーズでは同じ色の戦士がコンビを組むことが多かったが、本作品では色にかかわらずキャラクターの組み合わせの面白さが重視された。
トッキュウ6号/明の出番が少ないのは、演者である長濱慎の舞台出演のスケジュールの都合によるものである。また、『トッキュウジャー』の初期メンバー5人の本来である子供姿はエピローグのみ登場している。
書籍『手裏剣戦隊ニンニンジャー超全集』では、ワニュウドウの封印の手裏剣を40個目とカウントしており、本作品での出来事を『ニンニンジャー』テレビシリーズの忍びの43から忍びの45の間に当たるものと位置づけている。また、忍びの43に登場した妖怪かるたの中には、ワニュウドウが描かれた札も存在する。

## あらすじ
伝説の忍者に会えるという「夢の忍者ランド」を訪れるため列車に揺られる手裏剣戦隊ニンニンジャー。しかしその列車は、シャドーラインの残党・闇博士マーブロと十六夜九衛門が結託し生み出された妖怪ワニュウドウが操る妖怪烈車だった。一人、また一人とワニュウドウの幻に囚われてゆくニンニンジャーたちを、謎の戦士たちが救う。それは、レインボーラインの依頼で彼らを救いに来た、烈車戦隊トッキュウジャーだった。しかし伊賀崎天晴 / アカニンジャーだけは救出に失敗し、マーブロが支配人を務める闇忍者ランドに連れ去られてしまう。
天晴の闇クローンである闇アカニンジャーを作り出し、世界を闇で包もうと画策するマーブロ。闇クローンに忍タリティを奪われた天晴は、ほどなく消滅する運命にあるという。だが天晴は、助けてくれたライト / トッキュウ1号と共に迷わずその阻止に走るのだった。夢見る力 = イマジネーションと忍タリティの融合は、世界を闇から取り戻すことができるのか。

## 登場人物

### オリジナルキャラクター
闇博士マーブロ（）
シャドーラインの博士にして、闇忍者ランドの支配人。闇形式はマーイ894-VS。頭脳明晰だが、幼稚で子供っぽい性格で、忍者フリークのマッドサイエンティストである。普段は陽気でおどけた言動だが、本性はかなり暴力的。伝説の忍者の闇クローンを作り出して手元に置き、最終的には闇クローンをミックスして最強のハイブリッド忍者を作り出し、世界を闇で包んでしまおうと企む。怪人態の主な武器は左手の爪と右手に持ったアカニンジャーに変身出来なくなった天晴を「デガラシ」と侮蔑する。怪人態に変身すると、右手に巨大な爪、右手には忍者刀系ステッキを仕込み刀のように装備する。戦闘力も高く、トッキュウ1号とアカニンジャーを同時に相手にしても引けを取らない。
- 脚本を担当した下山健人は、脚本段階ではマーブロのキャラクターを『チャーリーとチョコレート工場』や『アリス・イン・ワンダーランド』でのジョニー・デップのイメージで執筆していた。実際に演じた山里亮太について、下山はイメージと正反対であるのにはまり役であったと評し、監督の中澤祥次郎も山里の演技力を評価している。
- デザインは『トッキュウジャー』のキャラクターデザインを手がけた篠原保が担当し、『トッキュウジャー』での未使用アイデアから博士のイメージに相応しい「電球の頭」と「溶接男」を組み合わせて1体にまとめ、幹部のような体裁を整えるために帽子の要素を加えている。衣服はマッドサイエンティストのような白衣をモチーフとしているが、白は皇帝ゼットの色であるため作業着風のグレーとなった。忍者マニアという設定が後に加わったため、人間態から戻った際に武装が左腕に追加されることとなった。人間態のデザインも別に描かれた。

妖怪ワニュウドウ（）
シャドーラインの烈車（クライナー）に封印の手裏剣が憑依して、誕生した妖怪。人間サイズのクライナーロボの胸部に顔が付いた姿をしている。幻を見せて妖怪烈車に閉じ込める能力を持つ。
- デザインは『ニンニンジャー』の怪人デザインを手がけたK-SuKeが担当した。顔が車輪に付いただけの輪入道であることから、クライナーとクライナーロボに顔を付けるのみと決まっていたが、クライナーの状態で機関車に見えるように前照灯と煙突を加えている。クライナーロボの部分はスチール写真をトレースしている。

#### 闇クローン
服部半蔵（）、風魔小太郎（）、猿飛佐助（）
闇博士マーブロが作り出した伝説の忍者の闇クローン。忍術や忍具を使いアカニンジャーを苦戦させる。
闇アカニンジャー（）
服部半蔵・風魔小太郎・猿飛佐助の闇忍者クローンをアカニンジャーに憑依させ、天晴の忍タリティとミックスさせることで闇クローン生成によって生み出されたハイブリッド闇クローン。装束の手足の部分の色が黒で、胸部の手裏剣のマークが無いなどの差異があるほか、忍者一番刀にセットされたアカニンジャーシュリケンが漢字部分が闇と書かれた黒いブレードの闇アカニンジャーシュリケンに変わっている。アカニンジャーの忍術だけでなくカラクリヘンゲンを使い前述の闇忍者クローン3人の技も使うことができ、さらにシュリケン忍法闇覇道の術で世界を闇に包むことができる。天晴から分離したため感情がなく、天晴の忍タリティを吸収することで生まれたため、天晴はアカニンジャーへの変身が出来なくなるどころか、この状態が続くと天晴自身は消滅してしまう。なお、弱点も天晴と同じピーマン。
- 脚本を担当した下山健人は、ニンニンジャーとトッキュウジャーでは対立する理由がないと考え、「VS」の要素として闇アカニンジャーを創作した。

シャドーラインの幹部の闇クローン
シャドーラインの幹部と伝説の忍者を融合させた闇クローン。闇忍術が使える。それぞれオリジナルとは細かい差異がある。また、オリジナルに比べると少々抜けたところがあり、トッキュウジャーとニンニンジャーに翻弄されてコミカルな姿も見せている。
霧隠ネロ才蔵（）
ネロ男爵と霧隠才蔵の闇クローン。ステッキの代わりに錫杖を持ち、頭にちょんまげがある。
望月ノア千代女（）
ノア夫人と望月千代女の闇クローン。日傘が和傘になっている。
石川シュバルツ五右衛門（）
シュバルツ将軍と石川五右衛門の闇クローン。サーベルの代わりに日本刀を持っている。

## 戦力

### 本作品オリジナルの技
レインボーラッシュ・赤ピーマン
闇アカニンジャーを倒すためにニンニンジャーが、トッキュウジャーに託されたレンケツバズーカを使って天晴の苦手なピーマンをイメージして使用した。
トッキュウ忍烈斬
トッキュウ1号とアカニンジャーの合体技。レールスラッシャーと忍者一番刀で相手を切り裂く。

### 本作品オリジナルのロボット・メカ
覇王トッキュウダイオー
シュリケンジンと砲台が分離した覇王シュリケンジンにトッキュウオーが胸部に鎮座し、ビルドレッシャー（ビルドダイオー）が両腕にニンニントッキュウ合体した特殊形態。コックピットにはレッドレッシャーの操縦席とトッキュウジャー6人が集まる。合体時には覇王トッキュウオーと紹介されたが、超超トッキュウダイオー同様トッキュウ6号によって覇王トッキュウダイオーに訂正された。
必殺技は、連結状態のトッキュウレッシャーの上に2大戦隊および6体の人型オトモ忍が乗った状態で突進しながら2大戦隊が斬撃を繰り出す、オトモ忍レンケツアッパレクラッシュ。
- 覇王シュリケンジンとトッキュウオーの合体は東映側からの提案によるもので、玩具では再現できない形態のためバンダイ側ではデザインなどを手がけていない。トッキュウオーのミニチュアはないため合成で表現された。

妖怪烈車
妖怪ワニュウドウがクライナーに変化した烈車形態。

超超クライナーロボ
闇博士マーブロの切り札で自身が搭乗するクライナーロボに取り巻きの2体のクライナーロボが超超クライナー合体した形態。口から放つ光線全超超クライナービームが最大の武器で、その威力は覇王アッパレバスター以上である。
- デザインは篠原保が担当。デザインは超クライナーロボの頭部のみ変更している。シンプルで大人しい形状であった超クライナーロボの対比として、恐竜型にしており、新規造形部分は赤くし、長い首を支えるパイプ部分などを加えて少し複雑にしている。

## キャスト
- 伊賀崎天晴 / アカニンジャー - 西川俊介
- 加藤・クラウド・八雲 / アオニンジャー　- 松本岳
- 松尾凪 / キニンジャー - 中村嘉惟人
- 伊賀崎風花 / シロニンジャー - 矢野優花
- 百地霞 / モモニンジャー - 山谷花純
- キンジ・タキガワ / スターニンジャー - 多和田秀弥
- 伊賀崎旋風 - 矢柴俊博
- 伊賀崎好天 - 笹野高史
- ライト / トッキュウ1号 - 志尊淳
- トカッチ / トッキュウ2号 - 平牧仁
- ミオ / トッキュウ3号 - 小島梨里杏
- ヒカリ / トッキュウ4号 - 横浜流星
- カグラ / トッキュウ5号 - 森高愛
- 虹野明 / トッキュウ6号 - 長濱慎
- 少年ライト - 馬渕誉[28]
- 少年トカッチ - 永瀬圭志朗[28]
- 少女ミオ - 石井薫子[28]
- 少年ヒカリ - 山﨑光[28]
- 少女カグラ - 清水らら[28]
- 服部半蔵 - 大北晋平[28]
- 風魔小太郎 - 岡元次郎[28]
- 猿飛佐助 - 小林勇輝[28]
- バンドメンバー（キンジライヴ） - 大西洋平、新井宏和、高畠俊、土橋善太[28]
- 闇博士マーブロ - 山里亮太（南海キャンディーズ）

### 声の出演
- 妖怪ワニュウドウ - 小杉十郎太[28]
- 闇アカニンジャー - 古川慎[28]
- 十六夜九衛門 - 潘めぐみ
- チケット - 山口勝平
- 霧隠ネロ才蔵 - 福山潤
- 望月ノア千代女 - 久川綾
- 石川シュバルツ五右衛門 - 壌晴彦
- ジュウオウイーグル - 中尾暢樹 -『動物戦隊ジュウオウジャー』
- ジュウオウシャーク - 柳美稀 -『動物戦隊ジュウオウジャー』
- ジュウオウライオン - 南羽翔平 -『動物戦隊ジュウオウジャー』
- ジュウオウエレファント - 渡邉剣 -『動物戦隊ジュウオウジャー』
- ジュウオウタイガー - 立石晴香 - 『動物戦隊ジュウオウジャー』

### スーツアクター
スーツアクターは出番が重複しないかぎりほとんどの場面でそれぞれテレビシリーズでの持ち役を担当した。トッキュウ1号は、前年に引退した押川善文に代わり藤井祐伍が演じた。
- アカニンジャー[6]、闇アカニンジャー[6]、トッキュウ1号[29]、トッキュウ6号[6] - 浅井宏輔
- アオニンジャー[30]、ジュウオウエレファント[31] - 中田裕士
- トッキュウ4号[32] - 竹内康博
- シロニンジャー[33][34]、トッキュウ3号[34] - 五味涼子
- モモニンジャー[6][32]、トッキュウ5号[6] - 野川瑞穂
- スターニンジャー[35]、トッキュウ2号[35] - 高田将司
- トッキュウ1号[6] - 藤井祐伍
- 永徳
- 今井靖彦
- 神尾直子
- 大林勝
- 闇アカニンジャー[36]、トッキュウ1号[36] - 蔦宗正人
- シノビマル[37] - 藤田慧
- 渡辺淳
- 寺本翔悟
- 日下秀昭
- 佐藤太輔
- 田中宏幸
- 蜂須賀祐一
- 清家利一
- 下園愛弓
- 村岡弘之
- 喜多川2tom
- 渡辺実
- 内川仁朗
- 神前元
- 井口尚哉
- 松岡千尋
- 大岩剣也
- 北村海
- 榮男樹
- 東慶介
- 伊藤茂騎
- 勝呂学
- 田中慶
- 御前伸幸
- 三上真司
- 穂積慎也
- 林潔
- 上平田結花
- 小森拓真
- 藍田将太
- 松本直也
- 草野伸介
- 石川シュバルツ五右衛門[32] - 岡元次郎
- 藤木かおる
- 妖怪[38] - 渡邉昌宏

## スタッフ
監督は『ニンニンジャー』『トッキュウジャー』両作品でメイン監督を担当した中澤祥次郎、脚本は『ニンニンジャー』メインライターの下山健人がそれぞれ担当した。下山は、『トッキュウジャー』を執筆していないことや『ニンニンジャー』テレビシリーズのクライマックスに集中するためにサブライターの毛利亘宏が執筆することを望んでいたが、毛利は『仮面ライダーゴースト』へ参加したため叶わなかった。プロデューサーの武部直美はテレビ朝日側などから下山の起用を希望する声が挙がっていたと述べている。
- 原作 - 八手三郎
- 製作 - 平城隆司（テレビ朝日）、間宮登良松（東映ビデオ）、鈴木武幸（東映）、松田英史（東映エージエンシー）、木下直哉（木下グループ）
- 企画 - 林雄一郎（テレビ朝日）、加藤和夫（東映ビデオ）、白倉伸一郎（東映）、竹内淳裕（東映エージエンシー）、小助川典子（木下グループ）
- 脚本 - 下山健人
- 音楽 - 山下康介
- 撮影 - 松村文雄
  - 撮影助手 - 岸宗洋、長谷川玲子、三浦佑太、梅田駿
- 照明 - 柴田守
- 美術 - 大谷和正
- 録音 - 伝田直樹(BULL)、中前哲夫(BULL)
  - 録音助手 - 辻克己、相楽滋嵩、村山雄亮、平田友香
- 整音・選曲 - 宮葉勝行
- 編集 - 柳澤和子
- 助監督 - 杉原輝昭、葉山康一郎、三好勲、石黒裕章
- スクリプター - 高山秀子
- 製作担当 - 青木啓二
- ラインプロデューサー - 青柳夕子、佐々木幸司
- 計測 - 岩崎智之
- 編集助手 - 板倉直美
- 整音助手 - 原口崇正
- 音響効果 - 小川広美（大泉音映）
- キャラクターデザイン - 篠原保、K-SuKe
- 進行主任 - 中村章、田中耕作
- 進行助手 - 永井大裕
- 制作デスク - 辻絵里子
- 広報AP - 上浦侑奈
- AP - 久慈麗人、菅野あゆみ
- 技術協力 - 東映デジタルセンター、東映ラボ・テック、西華デジタルイメージ株式会社、RED DIGITAL CINEMA SHOT ON RED(RED EPIC)、nac IMAGE TECHNOLOGY、BULL、 WING-T、テイクシステムズ、M・SOFT、GRIFFITH、grass valley、enRoute
- 制作プロダクション - 東映テレビ・プロダクション
- エグゼクティブプロデューサー - 佐々木基（テレビ朝日）、疋田和樹（東映エージエンシー）
- プロデューサー - 井上千尋（テレビ朝日）、中野剛（東映ビデオ）、武部直美・柴田宏明（東映）、矢田晃一・深田明宏（東映エージエンシー）
- アクション監督 - 福沢博文
- 特撮監督 - 佛田洋（特撮研究所）
- 劇場版「ニンニンジャーVSトッキュウジャー」製作委員会（テレビ朝日・東映ビデオ・東映・東映エージエンシー・木下グループ）
- 監督 - 中澤祥次郎

## 音楽
本作品では2大戦隊の主題歌は使用されていない。
主題歌「なんじゃモンじゃ！ニンジャ祭り！～忍ばず出発進行！ver.～」
作詞・作曲：奥田もとい / 編曲：Funta7 / 歌：伊勢大貴
挿入歌「なんじゃモンじゃ！ニンジャ祭り！～Rock☆Star ver.～」
作詞・作曲：奥田もとい / 編曲：新井理生 / 歌：キンジ・タキガワ（CV：多和田秀弥）

## 映像ソフト化
2016年3月23日発売。Blu-ray / DVDでリリース。
- 手裏剣戦隊ニンニンジャーVSトッキュウジャー THE MOVIE 忍者・イン・ワンダーランド ［ブルーレイ+DVD］（2枚組）
  - ディスク1：本編Blu-ray
  - ディスク2：本編DVD
    - 映像特典（ディスク1、ディスク2共通）
      - 劇場予告編
      - ノンスーパーED
- 手裏剣戦隊ニンニンジャーVSトッキュウジャー THE MOVIE 忍者・イン・ワンダーランド コレクターズパック（2枚組）
  - ディスク1：本編ディスク（［ブルーレイ+DVD］の各ディスクと共通）
  - ディスク2：特典ディスク（Blu-ray版はBlu-ray、DVD版はDVDで収録）
    - メイキング
    - 完成披露イベント
    - 完成披露上映会舞台挨拶
    - 前夜祭舞台挨拶
    - PR集
    - トッキュウ&忍者秘伝ノ書
    - ポスタービジュアル

  - 初回限定特典
    - 屏風風オリジナルフォトカード
    - 特製スリーブケース